# アミーン・アル＝ダヒル
アミーン・アル＝ダヒル（アラビア語: أمين الدخيل、Ameen Al-Dakhil、2002年3月6日 - ）は、イラク・バグダード出身のベルギーのサッカー選手。ブンデスリーガ・VfBシュトゥットガルト所属。ベルギー代表。ポジションはDF。

## クラブ歴
バグダード生まれでイラク戦争の難民として5歳の時にベルギーに移住した。その後サッカーを始め、2013年にはRSCアンデルレヒトの下部組織に加入、2017年にスタンダール・リエージュの下部組織に移った。元々はFWであったが、センターバックへとコンバートされた。
2021年7月23日に行われたベルギー・ファースト・ディビジョンA第1節でスタンダール・リエージュでプロ初出場を記録した。
2022年1月31日に同リーグ所属のシント＝トロイデンVVに完全移籍した
。
2023年1月13日にEFLチャンピオンシップのバーンリーFCに完全移籍し、3年半契約を締結した
。
2024年8月27日、VfBシュトゥットガルトに4年契約で移籍した。

## 代表歴
イラク生まれであるが、ベルギーに帰化しており、結果として一貫してベルギー代表を選択した。
年代別代表ではUEFA U-17欧州選手権2019、UEFA U-21欧州選手権2023に参加した。なお2020年10月にはAFC U-19選手権2020に臨むイラクU-20代表に選出されたが、大会自体が新型コロナウイルス感染症の世界的流行によって中止となったため、同国代表としての出場はなかった。
2023年6月、UEFA EURO 2024予選・グループFのオーストリア代表、エストニア代表戦に臨むベルギーA代表メンバーに選出され、前者で初出場を記録した。